# Polana pod Żabiem
Polana pod Żabiem (słow. Žabia lúka, Žabia poľana, niem. Froschwiese, Froschseewiese, węg. Békás-rét) – polana w Tatrach Wysokich, położona w Dolinie Białej Wody na wysokości 1122 m n.p.m. Znajduje się ona w dolnej części doliny, nieopodal ujścia Żabiego Potoku Białczańskiego do Białej Wody Białczańskiej. W miejscu tym do Doliny Białej Wody uchodzi Dolina Żabich Stawów Białczańskich.
Do czasów powojennych rozpoczynała się na niej stara góralska ścieżka Popod Żabiem, prowadząca do Morskiego Oka. Dawniej stała na polanie szopa pasterska, w której mieszkał jurgowski pasterz, będący strażnikiem dóbr jaworzyńskich. Po zaprzestaniu wypasu polana niemal w całości zarosła lasem, podobnie jak sąsiednia (od południowego wschodu) Polana pod Upłazki. W wyniku wiatrołomów jednak polana ponownie została ogołocona z drzew.

## Szlaki turystyczne
– niebieski szlak z Łysej Polany wzdłuż Białki i Białej Wody do Doliny Litworowej, stamtąd do Kotła pod Polskim Grzebieniem i na Rohatkę.
- Czas przejścia z Łysej Polany do rozdroża pod Polskim Grzebieniem: 4:55 h, ↓ 4:25 h
- Czas przejścia od rozdroża na Rohatkę: 45 min, ↓ 35 min